# Az önző gén
Az önző gén (ISBN 9632816455, ISBN 9630946106; eredeti címén The Selfish Gene) Richard Dawkins 1976-ban írt tudományos-ismeretterjesztő könyve. Magyarra Síklaki István fordította. Magyarul először 1986-ban jelent meg. A második, bővített kiadás (2005) az 1989-es angol kiadás alapján készült.

## Leírás
Ez a könyv emelte Dawkinst egy ismeretlen etológusból az egyik legismertebb evolucionista tudóssá, és egyben az egyik legismertebb tudomány-népszerűsítővé a világon. Állítólag a könyv egy áramszünet miatt született, amikor Dawkins nem tudta a kísérleteit végezni, és e helyett leírt bizonyos gondolatokat egy füzetbe. Ezen pár oldal lett később a könyv pár fejezete.

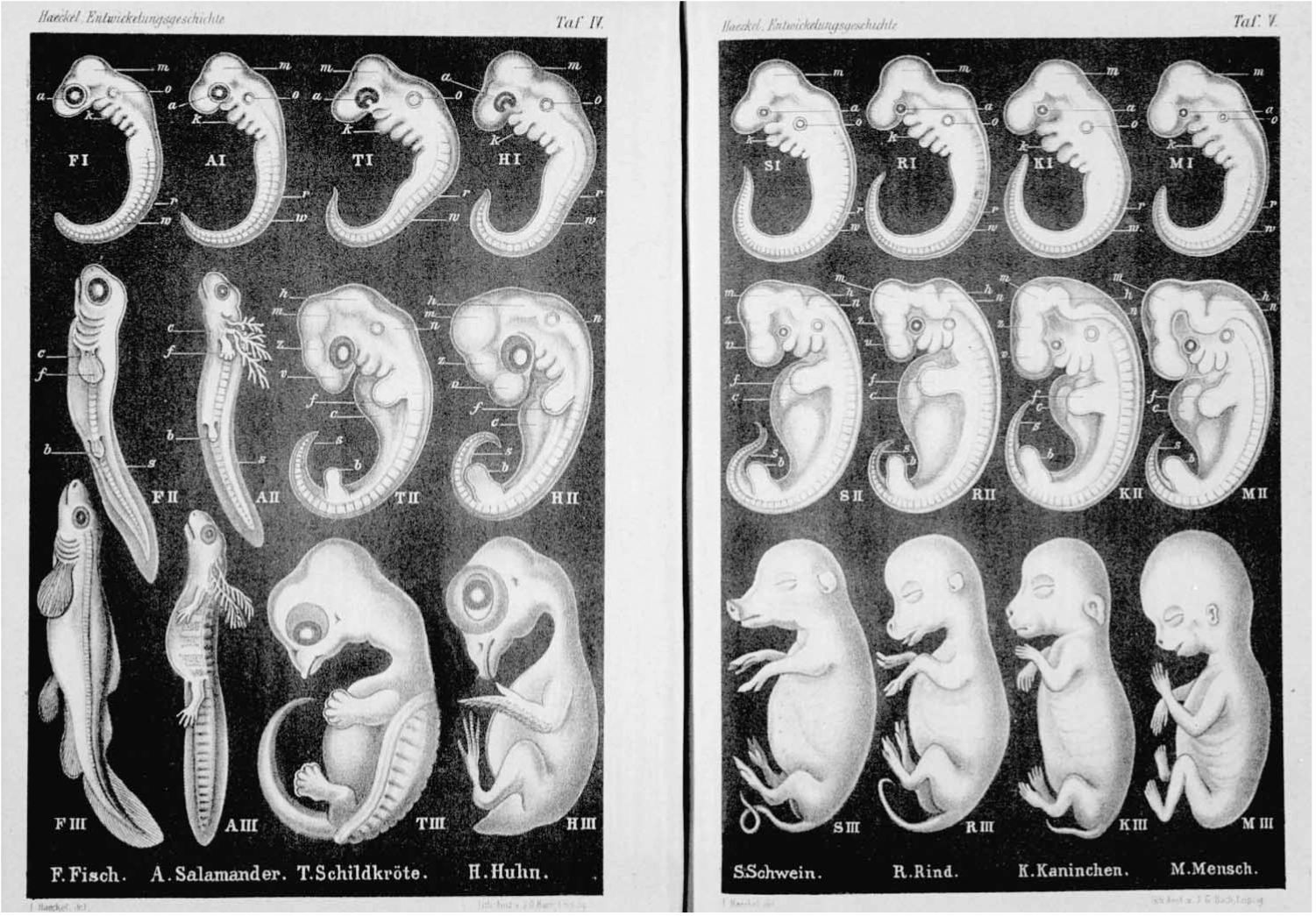
Az önzőgén-elmélet Darwin elméletétől annyiban különbözik, hogy a kiválasztódás egységének Darwinnal ellentétben nem a fajokat, hanem a géneket tekinti

"Ezt a könyvet, amely az állati viselkedésről szól, szinte tudományos fantasztikus regényként kell olvasni. Célja az, hogy megmozgassa a képzeletet. De mégsem tudományos fantasztikus regény: tudomány. Az önzőgén-elmélet Darwin elmélete – kicsit más formában. A darwini életmű nem konkrét szervezetekre vonatkozó részletes elvárásokat nyújt nekünk, hanem ennél érdekesebb dolgot: a vezérlő elvek megértését.
Ez a könyv lényegében a neodarwinizmus logikus továbbfejlesztése, csak éppen a gének nézőpontjából szemléli a természetet. Hiszen mindannyian túlélőgépek vagyunk, amelyeknek az a dolguk, hogy megőrizzék a géneknek nevezett önző molekulákat.
Richard Dawkins lenyűgöző és szellemes könyve az evolúció génszemléletű felfogásának kifejtésével, az önzés és az önzetlenség biológiájának vizsgálatával arra törekszik, hogy az élettel kapcsolatban minden a helyére kerüljön a szívekben éppúgy, mint az agyakban." (a könyv ismertető szövege)
Az önzőgén-elmélet Darwin elméletétől annyiban különbözik, hogy a kiválasztódás egységének Darwinnal ellentétben nem a fajokat, hanem a géneket tekinti. A könyv a neodarwinizmus egyik nagy továbbfejlesztése, amely szerint mindannyian túlélőgépek vagyunk, és az a dolgunk, hogy megőrizzük a géneknek nevezett önző molekulákat.
A könyv egy másik, kevésbé ismert elgondolása az, hogy a géneket mint definiálatlan hosszúságú bázissorozatokat definiálja. Dawkins amellett érvel, hogy más nézetekkel ellentétben a génfogalom definícióját úgy érdemes megválasztani, hogy a bázisok számát szabadon hagyjuk, és a kontextustól függően beszélhetünk egy bizonyos hosszúságú bázissorozatról, ami éppen praktikus abban a kontextusban. Az önző gén elmélete szempontjából ez a szabad definíció jobb, mert nagyobb egységekről beszélhetünk, mint génekről, ha együtt öröklődnek. A genetikusok e helyett inkább a bázissorozat azon szakaszát tekintik génnek, amely egy fehérjét kódol.

## Tartalom
- Előszó

1. Miért vannak emberek?
2. A replikátorok
3. Halhatatlan spirálok
4. A géngép
5. Agresszió: stabilitás és az önző gép
6. A génkedés művészete
7. Családtervezés
8. A nemzedékek harca
9. A nemek harca
10. Te vakarod a hátam, én meg vakarom a tiédet
11. Mémek: az új replikátorok
12. Aki jó fiú, célba ér
13. A gén keze messzire elér

- Jegyzetek
- Bibliográfia
- Válogatott magyar nyelvű szakirodalom
- Név- és tárgymutató

## Azéntudatmeghatározása a könyvben
A misztikusok „lélek”-fogalmának helyettesítése céljából az éntudat filozófiai és pszichológiai fogalmát használja.
Az éntudat definícióját saját maga és más szerzők nyomán (Daniel Dennett filozófus, Nicholas Humphrey pszichológus) adta meg.
Az elmélet lényege, hogy egy organizmusnak a világban való boldogulásához szükséges, hogy idegrendszerében felépítse a külvilág bizonyos részletességű modelljét, amin gondolatkísérleteket végezhet (= „képzelődhet”), hogy aztán a gondolatban legeredményesebbnek tartott cselekvést tegye meg a gyakorlatban. Ez ugyanis gyorsabb és veszélytelenebb a számára, mint a gyakorlatban kipróbálni minden variációt. Ez a modell a tudat. Az éntudat akkor jön létre, amikor a modell olyan részletes lesz, hogy benne szerepel már a modelláló organizmus modellje (értsd: önmagunk képe) is.

## Magyarul
- Az önző gén; ford. Síklaki István; Gondolat, Bp., 1986 ISBN 963-281-645-5
- Az önző gén; ford. Síklaki István; 2. bőv. kiad.; Kossuth, Bp., 2005 ISBN 963-09-4610-6